# Jayson Molumby
Jayson Molumby (Cappoquin, 6 de agosto de 1999) es un futbolista irlandés que juega en la demarcación de centrocampista para el West Bromwich Albion F. C. de la EFL Championship.

## Selección nacional
Tras jugar con las selecciones inferiores de Irlanda, finalmente debutó con la selección de fútbol de Irlanda el 6 de septiembre de 2020 en un partido de la Liga de Naciones de la UEFA contra Finlandia que finalizó con un resultado de 0-1 a favor del combinado finlandés tras el gol de Fredrik Jensen.

## Clubes
| Club                             | País       | Año       | Partidos | Goles |
| -------------------------------- | ---------- | --------- | -------- | ----- |
| Brighton & Hove Albion F. C.     | Inglaterra | 2017-2019 | 2        | 0     |
| Millwall F. C. (cedido)          | Inglaterra | 2019-2020 | 39       | 1     |
| Brighton & Hove Albion F. C.     | Inglaterra | 2020-2021 | 3        | 0     |
| Preston North End F. C. (cedido) | Inglaterra | 2021      | 16       | 0     |
| West Bromwich Albion F. C.       | Inglaterra | 2021-     | 141      | 9     |